# Harry Guntrip
Henry James Samuel Guntrip (ur. 29 maja 1901, zm. 1975) – brytyjski psycholog. Znany z wkładu w teorię relacji z obiektem oraz szkołę psychoanalizy Freuda. Był członkiem Brytyjskiego Towarzystwa Psychologicznego, psychoterapeutą i wykładowcą na Wydziale Psychiatrii Uniwersytetu w Leeds, a także pastorem kongregacjonalistycznym.

## Prace naukowe
- Schizoid Phenomena, Object-Relations, and the Self (1992). Karnac Books. ISBN 1-85575-032-5.
- Psychoanalytic Theory, Therapy, and the Self: A Basic Guide to the Human Personality in Freud, Erikson, Klein, Sullivan, Fairbairn, Hartmann, Jacobson, and Winnicott (1985). Karnac Books. ISBN 0-946439-15-X.
- Personality Structure and Human Interaction (1995). Karnac Books. ISBN 1-85575-118-6.
- Psychology for Ministers and Social Workers (1949)
- You and Your Nerves
- Mental Pain and the Cure of Souls
- Middle Age (wspólnie z L. J. Tizard)